# Hôtel de Mailly-Nesle
L’hôtel de Mailly-Nesle, est un hôtel particulier situé à Paris en France.

## Localisation
Il est situé aux 29 quai Voltaire et 2-4 rue de Beaune, dans le 7e arrondissement de Paris. 

## Histoire

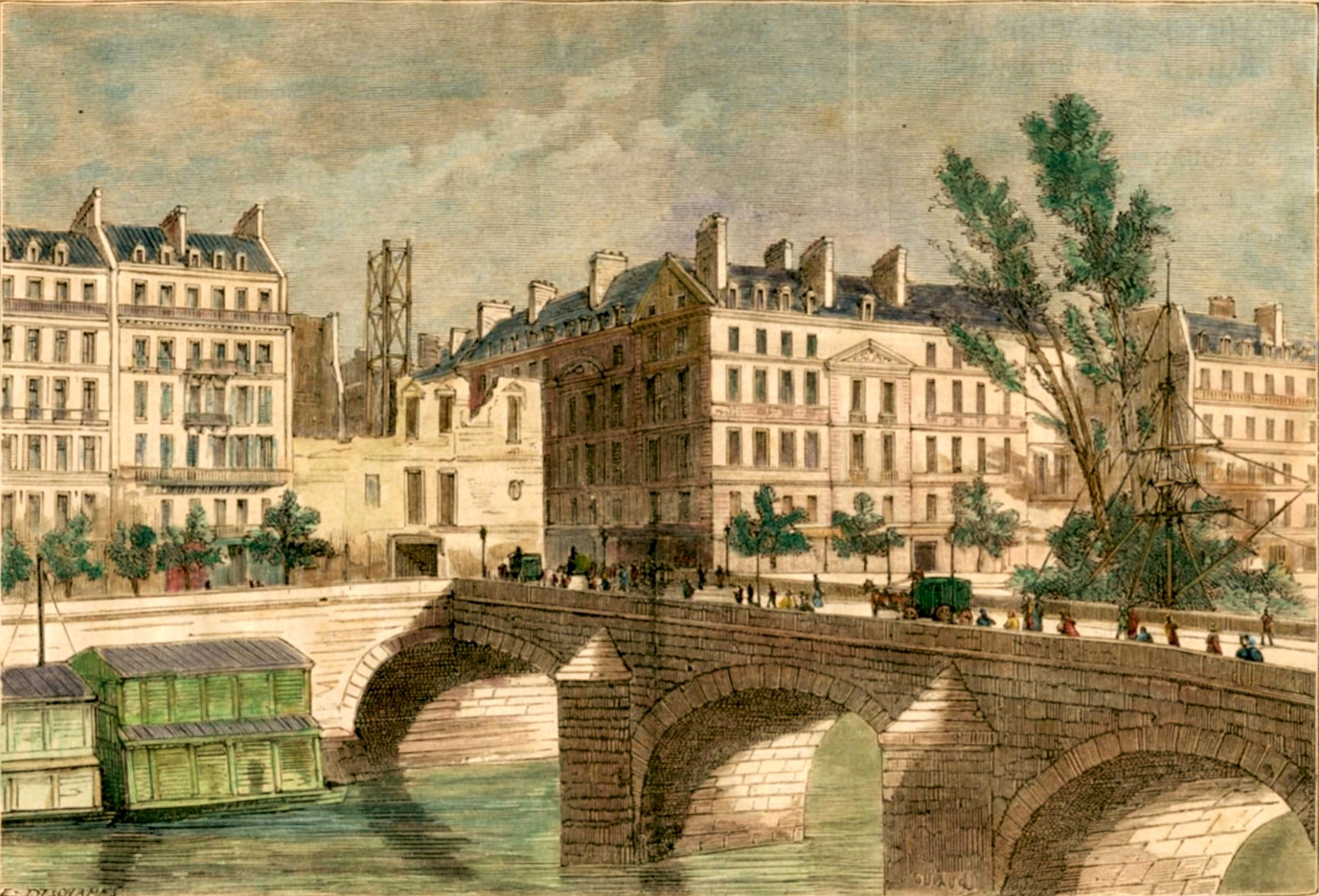
Démolition de la partie occidentale de l'hôtel de Nesle en vue de l'élargissement de la rue du Bac.

L'hôtel fut construit dans les années 1633 et 1634 pour Jean de Monchy, seigneur de Mont-Cavrel. Par succession, l'hôtel entre, quelques années plus tard, dans la Maison de Mailly-Nesle, dont les descendants l'occupent jusqu'en 1737.
Propriété de Louis III de Mailly-Nesle, il est loué, à partir de 1737, à Joseph Wenceslas, prince de Liechtenstein, ambassadeur près le Roi de France de l'empereur Charles VI, puis à partir de 1740 à Charles Armand, duc de La Trémoïlle, et de 1741 à 1777 à Louis Marie Augustin, duc d'Aumont. Il est ensuite utilisé comme caserne par les gardes de la prévôté de l'hôtel. 
À la mort de Louis III de Mailly-Nesle, en 1767, l'hôtel passe à son cousin, Louis V de Mailly-Rubempré, puis au fils de celui-ci Louis de Mailly, qui émigre à la Révolution. Saisi par la République, l'hôtel sert de dépôt d'objets d'art confisqués, puis de logement aux artistes expulsés du Louvre .
En l'an VII, l'hôtel est vendu, puis revendu en 1803 et, à nouveau, en 1809. Y réside alors Jean-Antoine Chaptal et sa famille jusque dans les années 1820 : il est alors morcelé et en partie abattu. Seule en subsiste jusqu'à aujourd'hui l'aile longeant la rue de Beaune jusqu'au quai Voltaire.
Entre 1846 et 1851, on y trouvait les bureaux du journal fouriériste La Démocratie pacifique.
Misia Sert y demeura après son mariage avec Alfred Edwards en 1905.
L'hôtel du XVIIIe siècle abrite aujourd'hui la direction de la Documentation française, Service du Premier ministre. Profondément dénaturé et rendu quasiment méconnaissable, il conserve cependant quelques décors intérieurs de qualité, en particulier des plafonds. Les boiseries au décor à la Bérain, autrefois placées dans un des salons, ont été remontées au début du XXe siècle au château de La Borde, à Vernou-en-Sologne.
Ce bâtiment fait l’objet d’une inscription au titre des monuments historiques depuis le 12 décembre 1938.